# La belle dame sans merci (Keats)

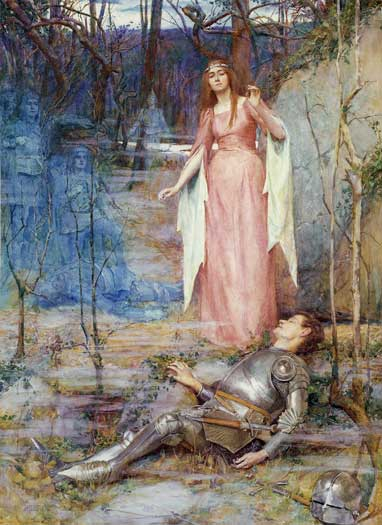
La Belle Dame sans Merci (1901), Henry Meynell Rheam.

La belle dame sans merci – ballada angielskiego poety romantycznego Johna Keatsa, napisana w 1819 roku, będąca jednym z jego najważniejszych utworów i zarazem zapewne najpopularniejszym przykładem tego gatunku w poezji angielskiej drugiej fazy romantyzmu.

## Charakterystyka ogólna
Utwór składa się z dwunastu strof i jest zbudowany na zasadzie pierścienia. Ostatnia strofa w niemal dosłownym brzmieniu powtarza strofę pierwszą.
O what can ail thee, knight-at-arms,
Alone and palely loitering?
The sedge has wither’d from the lake,
And no birds sing.

## Forma
Wiersz jest napisany zwrotką typową dla angielskiej twórczości balladowej, czyli kwartyną (strofą czterowersową) z rymowaniem niezupełnym xaxa. Trzy pierwsze wersy są jambiczne czterostopowe, a ostatni wers jest również jambiczny, ale dwustopowy.
I saw pale kings and princes too,
Pale warriors, death-pale were they all;
They cried—“La Belle Dame sans Merci
Hath thee in thrall!”
Taka budowa wersyfikacyjna jest charakterystyczna dla angielskich ballad. W podobny sposób zbudowane są Rymy o starym marynarzu Samuela Taylora Coleridge’a, z których pochodzi poniższa zwrotka.
The Bridegroom's doors are opened wide,
And I am next of kin;
The guests are met, the feast is set:
May'st hear the merry din.

## Treść
Francuski tytuł utworu oznacza "piękna pani bez litości". Wiersz odwołuje się do starego wątku o urodziwej kobiecie-nimfie, która omamia mężczyzn i prowadzi ich do zguby. Kontakt z taką istotą nieodwracalnie odbiera wolność i skazuje na tułaczkę.
And this is why I sojourn here,
Alone and palely loitering,
Though the sedge is wither’d from the lake,
And no birds sing.
Podobny motyw występuje w Świteziance Adama Mickiewicza.

## Przekłady
La belle dame sans merci jest utworem wysoko cenionym i dlatego wielu tłumaczy próbowało się z nim zmierzyć. W Polsce przekładali ją między innymi Jerzy Pietrkiewicz, Jerzy S. Sito, Robert Stiller, Stanisław Barańczak i Agnieszka Fulińska.